# Гудено

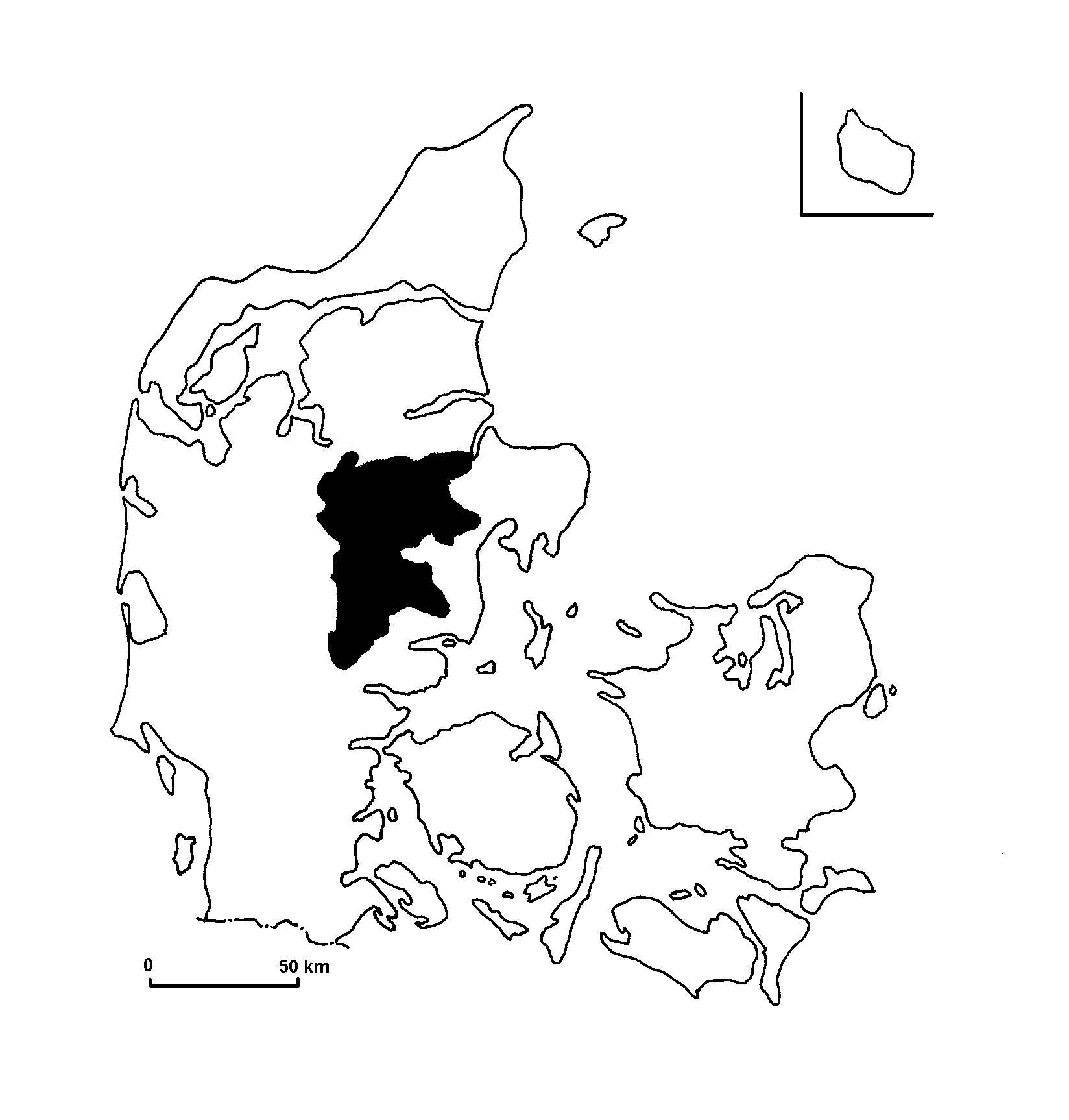
Бассейн Гудено

Гу́дено (дат. Gudenåen) — река на востоке Ютландского полуострова, самая длинная река в Дании. На Гудено расположены города Раннерс (в устье) и Силькеборг (в долине), железнодорожная станция Ланго. Длина реки — 176 км. Площадь водосборного бассейна — 2643 км². Средний расход воды — 36,6 м³/с.

## Особенности
Гудено протекает через ряд озёр, впадает в пролив Каттегат. В отличие от большинства остальных рек Дании, Гудено судоходна (от порта в Раннерсе). Известно, что в XV веке, король Дании Кристофер III Баварский в одном из своих сводов правил упомянул разрешение буксировки по реке барж (дат. trækkarle havde lov til at slæbe pramme (såkaldt Kåg), op langs åen med tov).
В XX веке течение Гудено было использовано для получения гидроэнергии. Gudenaacentralen мощностью 3,3 МВт — самая крупная гидроэлектростанция в Дании, она была запущена 8 января 1921 года и до сих пор вырабатывает электроэнергию за счёт силы Гудено.